# 1436
1436 (MCDXXXVI) a fost un an bisect al calendarului iulian, care a început într-o zi de duminică.

## Evenimente
- 17 iulie: Prima atestare documentară a Chișinăului, localitate de „lângă Bâc”, situată „pe valea ce cade în dreptul Cheșenăului lui Acbaș”, în care se semnalează o danie întărită de domnitorii Ilie și Ștefan logofătului Oancea.

## Nașteri
- 6 iunie: Regiomontanus (n. Johannes Müller von Königsberg), matematician, astronom și astrolog german (d. 1476)

## Decese
- 8 octombrie: Jacqueline, Contesă de Hainaut (n. Jacoba van Beieren), 35 ani (n. 1401)